# Пфау, Рут
Рут Пфау (нем. Ruth Pfau, полное имя Ruth Katherina Martha Pfau; 1929 — 2017) — немецкая монахиня и врач, посвятившая борьбе с проказой в Пакистане более 55 лет своей жизни.

## Биография
Родилась 9 сентября 1929 года в Лейпциге, Германия, в лютеранской семье; у неё было четыре сестры и один брат. 
Во время Второй мировой войны их дом был разрушен. По окончании войны она вместе со своей семьей переехала в Западную Германию. Выбрав медицину в качестве своей будущей карьеры, в 1950-х годах обучалась в Университете Майнца. В этот период времени она познакомилась с голландской христианкой, выжившей в концлагере и посвятившей свою жизнь «проповеди любви и прощения». После сдачи экзаменов Рут переехала в Марбург, где занималась клиническими исследованиями. 
В 1951 году она крестилась как евангелистская протестантка, в 1953 году была обращена в католицизм. Познакомилась с трудами Йозефа Пипера, присоединилась к католическому приходу, где на неё оказал большое влияние Романо Гвардини со своим трудом «Господь». В 1957 году Рут Пфау отправилась в Париж и присоединилась к католическому ордену «Дочери Сердца Марии». Орден направил её на работу в южную часть Индии, но из-за отсутствия визы и путаницы с паспортом она остановилась в Пакистане. Рут путешествовала по различным частям Пакистана, а также пересекала границу в Афганистан для помощи населению этой страны. Находясь в Карачи, она случайно посетила колонию прокаженных на McLeod Road (ныне I. I. Chundrigar Road) недалеко от городского железнодорожного вокзала. Здесь она решила, что забота о пациентах будет ее жизненным призванием. С 1960 года вся оставшаяся её жизнь была посвящена народу Пакистана. Она начала лечение больных проказой в одном из домов в этом районе. Когда здесь был основан центр проказы, в котором помощь прокажённым начал оказывать доктор I. K. Gill, она стала работать в нём. 
В 1979 году Рут Пфау была назначена федеральным советником по лечению проказы при Министерстве здравоохранения и социального обеспечения правительства Пакистана. Она работала в отдаленных районах Пакистана, где не было медицинских учреждений для больных проказой; собирала пожертвования в Германии и Пакистане; сотрудничала с больницами в Равалпинди и Карачи. В 1988 году, в знак признания ее заслуг перед страной, она получила пакистанское гражданство. Благодаря ее усилиям в 1996 году Всемирная организация здравоохранения объявила Пакистан одной из первых стран в Азии, которая стала контролировать проказу. Согласно газете Dawn, количество случаев проказы по всей стране значительно сократилось: с 19 398 в начале 1980-х годов до 531 в 2016 году.
9 сентября 1999 года архиепископ Карачи Симеон Перейра отслужил мессу в соборе Святого Патрика в честь 70-летия Пфау, на которой присутствовали как христиане, так и мусульмане. 
Умерла 10 августа 2017 года в Карачи в госпитале Aga Khan University Hospital, куда была госпитализирована 4 августа из-за респираторного заболевания. Государственные похороны Рут Пфау состоялись 19 сентября 2017 года. Отпевание прошло в соборе Святого Патрика, перед которым были подняты государственные флаги Пакистана и Ватикана. Гроб был покрыт пакистанским флагом, был выполнен 19-пушечный салют. Церемония похорон Рут Пфау транслировалась в прямом эфире на пакистанском телевидении. Она была похоронена на христианском кладбище Gora Qabaristan в Карачи.

## Память
- 19 августа 2017 года главный министр Синда[англ.] Сайед Мурад Али Шах[англ.] объявил о переименовании гражданской больницы в Карачи в больницу доктора Рут Пфау в знак признания её заслуг.[12]
- В 2018 году особняк Рут Пфау в Карачи был преобразован в её дом-музей.[13]
- 9 сентября 2019 года Google почтил ее память специальным дудлом.[14]